# Estela de la Reina Tetisheri
L'Estela de la Reina Tetisheri és un monòlit funerari (o cenotafi) de roca calcària erigit per Amosis I, fundador de la Dinastia XVIII, que es troba en la seua tomba. Com el seu nom l'indica, és dedicat a la seua àvia, la reina Tetisheri, Gran esposa reial de Tao I i àvia seua i de la seua esposa, la reina Ahmosis-Nefertari.(1)

## Descobriment
L'estela la va descobrir el 1903 Charles Trick Currelly, arqueòleg canadenc que formava part de l'expedició que Flinders Petrie dugué a terme per al Fons per a l'Exploració d'Egipte. C. T. Currelly era a Abidos, fent una excavació a la tomba de Senusret III de la Dinastia XII quan es va trobar amb el centre de culte d'Amosis I. L'estela es tragué del santuari de Tetisheri, del qual formava part.(1)

## Descripció

### Lluneta
La part superior de l'estela, la lluneta, mostra una escena simètrica en què el rei Amosis I presenta ofrenes a Tetisheri (a la qual es veu seguda al tron) i el nom del qual es troba dins d'uns cartutxos. Totes dues escenes mostren variants de la taula d'ofrenes, i de la posició dels braços de Tetisheri i Amosis I.
El text en moltes columnes de la lluneta és el mateix en tots dos costats. El llibre guia del Museu del Caire exposa els dos cartutxos, un serekh d'Amosis I i una fotografia en blanc i negre de l'estela. El nom d'Amosis és traduït així: 
"Nascut (de la) Lluna,-(Lluna-nat) Senyor de la força de Ra, Horus, bou victoriós a Tebes." ("Aah.ms, Neb.pehty.ra, Hr.ca.nht.m.uast")("Aah.ms-s, Neb.peht-t.ra, Hr.ca.nht.m.uast") 'Lluna-nat(Aah-Mes-S), (La més gran) fortalesa del Senyor
 Ra,"Horus-el-més-poderós de Uaset' -(=Was.t)

### Part inferior
A més de la representació de Tetisheri en la lluneta, el seu nom també apareix en el text de la part inferior que conté la narració. El nom de Nefertari també s'observa, perquè és amb ella amb qui dialoga Amosis sobre la realització de construccions i ofrenes per a Tetisheri. En aquest text es poden distingir tres parts (els números entre parèntesis indiquen per aproximació la línia corresponent del registre):
Introducció
(1) Ara, ha succeït que sa majestat segut a la sala d'audiències, rei de l'Alt i Baix Egipte, Nebpehtare, fill de Ra, Ahmosis I, que li ha donat vida; (2) al costat de la princesa hereva, gran en favors, gran en consideració, filla del rei, germana del rei, divina consort, gran esposa reial, Ahmosis-Nefertari, que ha viscut amb sa majestat.
La conversa
Un va parlar (3) amb l'altre, buscant protecció per a la (morta) ja absent, per a presentar libacions d'aigua, per a oferir en l'altar, (4) per a enriquir la taula de les ofrenes al començament de cada estació, al festival mensual de principi de mes, el festival de l'adveniment del sem, (5) el festival de les ofrenes nocturnes del cinqué del mes, el festival del sisé del mes, el festival d'Hakor, el festival de Wag, el festival de Tot, i en la primeria (6) de cada estació del cel i de la terra. La seua germana va parlar i li va respondre: A on més ha estat això recordat? (7) I per què s'ha dit aquesta paraula? Què li ha passat al teu cor?
El propòsit d'Amosis
El rei mateix li digué: “Jo, (8) el que existeix, el que recorda la mare de la meua mare, i la mare del meu pare, la gran esposa del rei i mare del rei, Tetisheri, triomfant. (9) (Tot i que) ella ja té una tomba i una capella mortuòria al sòl de Tebes i Abidos, jo li vaig dir, en (10) la meua majestat, que havia desitjat fer-li (també) una piràmide i una casa a Tazeser, com a monumental donació de la meua majestat. El seu llac serà excavat, els seus arbres es plantaran, (11) les seues ofrenes seran fundades, equipades amb gent, enriquides amb terres, presentat (12) el bestiar, sacerdots funeraris i sacerdots rituals amb els seus deures, cada persona coneixent l'estipulat.
(13) Mira, sa majestat digué aquestes paraules, mentre açò estava en procés de construcció. Sa majestat va fer (14) això perquè ell l'estima enormement, més enllà de tot. Mai cap dels reis passats s'agradà de fer una cosa semblant per (15) les seues mares. Mira, sa majestat estenent el braç, i reclinant la seua mà; ell pronunciant per a ella un res funerari...